# Цінторінський потік
Цінторінський потік (словац. Cintorínsky potok) — річка в Словаччині, права притока Голешки, протікає в окрузі П'єштяни.
Довжина приблизно 5.0 км. Витік знаходиться в масиві Малі Карпати (геоморфологічна підодиниця Брезовські Карпати) — місцевість Мала Пец; на висоті близько 290—295 метрів.
Протікає територією міста Врбове. Впадає у Голешку на висоті приблизно 171—173 метри.